# Királyok völgye 33
A Királyok völgye 33 (KV33) egy egyiptomi sír a Királyok völgye keleti völgyében, a délnyugati vádi déli ágában, III. Thotmesz sírjától, a KV34-tél északkeletre. A XVIII. dinasztia idején készülhetett, III. Thotmesz uralkodása alatt. Victor Loret fedezte fel 1898-ban.
Egyetlen leírása az 1902-es Baedeker útikönyvben szerepel, eszerint kisméretű, lépcsőn lehet megközelíteni, és két díszítetlen kamrából áll. Sosem tárták fel, pontos alaprajza nem ismert. Elizabeth Thomas szerint III. Thotmesz sírjának függelékeként épült. A sírt nem használták. Nem látogatható, bejárata fölé a modern korban padot építettek.

## Külső hivatkozások
- Theban Mapping Project: KV33